# Cestrum chimborazinum
Espèce
Statut de conservation UICN

 EN B1ab(iii) : En danger
Cestrum chimborazinum est une espèce de plantes de la famille des Solanaceae.

## Publication originale
- Candollea 6: 178–179. 1935.